# T'Kout
ar (în arabă تكوت) este o comună din provincia Batna, Algeria.
Populația comunei este de 11.161 de locuitori (2008).